# Liridon Ahmeti
Liridon Ahmeti (ur. 16 lipca 1985 w Vučitrnie) – kosowski piłkarz.